# Mikael Persbrandt
Mikael Åke Persbrandt (ur. 25 września 1963 w Jakobsbergu) – szwedzki aktor filmowy, teatralny, telewizyjny i głosowy.

## Życiorys

### Wczesne lata
Urodził się w Jakobsberg, w gminie Järfälla, w regionie Sztokholmu jako syn Ingi-Lill Persbrandt i Bo Inge Persbrandta. W 1963 został ochrzczony w parafii fińskiej w Gamla stan. Jego matka pochodziła z Wysp Alandzkich, a przodkowie ojca byli Walonami. Kiedy Mikael miał siedem lat, jego rodzice rozwiedli się. Wychowywany przez matkę, preferował grę w piłkę nożną i trenował boks. Jako nastolatek należał do młodzieżowego gangu i eksperymentował z narkotykami. Z naturalnymi predyspozycjami do malowania zgłosił się do Akademii Sztuk Pięknych, ale nie został przyjęty. W wieku 19 lat wystawił swoje obrazy w galerii Gamla Stan w Sztokholmie. Przekonany, że jest geniuszem i mitem Francisa Bacona, udało mu się sprzedać wszystkie malowane płótna, ale wkrótce odnalazł nową pasję - taniec. W 1983 rozpoczął studiować w Akademii Baletu, gdzie pozostał przez półtora roku. Dzięki jednemu z jego nauczycieli zadebiutował w spektaklu Williama Shakespeare’a Król Lear reżyserowanym przez Ingmara Bergmana.

### Kariera
Początkowo występował w Królewskim Teatrze Dramatycznym w Sztokholmie w spektaklach szekspirowskich: Król Lear (1984) i Juliusz Cezar (1985). Przed kamerą zadebiutował rolą Svante w telewizyjnym przedsięwzięciu Sveriges Television Nigger (1990) w reżyserii Stiga Larssona. W latach 1997–2008 odtwarzał postać policjanta Gunvalda Larssona w serialu kryminalnym Beck. 
13 października 2007 oficjalnie rozstał się z teatrem na rzecz występów w produkcjach filmowych i telewizyjnych. Jego decyzję skrytykowało wiele osób, między innymi aktor teatralny Jan Malmsjö. 
W grudniu 2005 Persbrandt powiadomił policję, że gazeta „Expressen” oskarżyła go o ostre zatrucie alkoholem i przyjęcie do kliniki w Uppsali. Informacje były niedokładne. „Expressen” przeprosił i przyznał, że ich informacje były fałszywe, ale Persbrandt nie zaakceptował przeprosin. Otto Sjöberg, redaktor naczelny gazety, został ukarany grzywną w wysokości 75 tys. koron szwedzkich (6800 euro, 8900 dolarów) za szkody wyrządzone Persbrandtowi.
Został obsadzony w roli Antona w duńsko-szwedzkiem dramacie Susanne Bier W lepszym świecie (2010), uhonorowanym Oscarem i Złotym Globem dla najlepszego filmu nieanglojęzycznego. W dramacie sensacyjnym W interesie narodu (Hamilton: I nationens intresse, 2012) wg powieści Jana Guillou zagrał postać szwedzkiego agenta wywiadu Carla Hamiltona.
W ekranizacyjnej trylogii powieści J.R.R. Tolkiena Hobbit, czyli tam i z powrotem wcielił się w postać Beorna. Zagrał w drugiej i trzeciej części produkcji.
W 2014 na scenie Maxim Theatre w Sztokholmie wystąpił w przedstawieniu Augusta Strindberga Taniec śmierci i w 2016 zagrał tytułowego Makbeta.
W kwietniu 2014 został skazany na pięć miesięcy więzienia za zakup 12 gramów kokainy po tym, jak jego numer został odkryty w telefonie dealera narkotyków. Jego adwokat zaprzeczył zarzutom, twierdząc, że osoba trzecia musiała użyć telefonu Persbrandta.

## Nagrody i nominacje
| Rok  | Nagroda                               | Kategoria            | Film                                                      | Rezultat  |
| ---- | ------------------------------------- | -------------------- | --------------------------------------------------------- | --------- |
| 2000 | Złoty Żuk (Szwedzki Instytut Filmowy) | Najlepszy aktor      | Dödlig drift (1999)                                       | Nominacja |
| 2003 | Złoty Żuk (Szwedzki Instytut Filmowy) | Najlepszy aktor      | Alla älskar Alice (2002)                                  | Nominacja |
| 2005 | Złoty Żuk (Szwedzki Instytut Filmowy) | Ingmar Bergman Award | –                                                         | Wygrana   |
| 2006 | Złoty Żuk                             | Najlepszy aktor      | Bang Bang Orangutang (2005)                               | Nominacja |
| 2009 | Złoty Żuk                             | Najlepszy aktor      | Uwiecznione chwile (Maria Larssons eviga ögonblick, 2008) | Wygrana   |
| 2011 | Europejska Nagroda Filmowa            | Europejski aktor     | Hævnen (2010)                                             | Nominacja |
| 2012 | Złoty Żuk                             | Najlepszy aktor      | Stockholm Östra (2011)                                    | Nominacja |
| 2014 | Złoty Żuk                             | Najlepszy aktor      | Mig äger ingen (2013)                                     | Wygrana   |
| 2019 | Złoty Żuk                             | Najlepszy aktor      | Tårtgeneralen (2018)                                      | Nominacja |

## Filmografia
- 1990: Nigger
- 1990: Fiendens fiende
- 1990: Storstad
- 1992–1994: Rederiet
- 1994: Polismördaren
- 1994: Den vite riddaren
- 1994: Svensson Svensson
- 1995: Sommaren
- 1995: Svarta skallar och vita nätter
- 1995: Radioskugga
- 1996: Chewing Gum
- 1996: Nöd ut
- 1996: Nudlar och 08:or
- 1996: Ellinors bröllop
- 1996: Anna Holt – polis
- 1997: 9 millimeter
- 1997: Nature's Warrior
- 1997: Persons parfymeri
- 1997: Under ytan
- 1998: Sista kontraktet
- 1998: Hela härligheten
- 1999: Fatimas tredje hemlighet
- 1999: Dödlig drift
- 1999: Vuxna människor
- 2000: Gossip
- 2001: Øyenstikker
- 2002: Alla älskar Alice
- 2003: Rånarna
- 2003: Nu
- 2003: Gunnar Govin – en man, en röst, en resa
- 2004: Tre solar
- 2004: Dag och natt
- 2004: Världens humorkväll
- 2004: Den starkare
- 2005: Som man bäddar...
- 2005: Medicinmannen
- 2005: Bang Bang Orangutang
- 2005: Lovisa och Carl Michael
- 2006: Tjocktjuven
- 2006: Sök
- 2006: Inga tårar
- 2006: One Way
- 2007: Gangster
- 2007: Ett öga rött
- 2007: Solstorm
- 2008: Kautokeino-opprøret
- 2008: Himlens hjärta
- 2008: Uwiecznione chwile (Maria Larssons eviga ögonblick)
- 2008: Die Patin – Kein Weg zurück
- 2008–2009: Oskyldigt dömd
- 1997–2009: Beck
- 2010: W lepszym świecie (Hævnen)
- 2011: Någon annanstans i Sverige
- 2011: Hamilton: I nationens intresse
- 2012: Hypnositören
- 2012: Hamilton: Men inte om det gäller din dotter
- 2013: Mig äger ingen
- 2013/2014: Hobbit
- 2015: Hamilton: I hennes majestäts tjänst
- od 2019: Sex Education jako Jakob Nyman
- 2020: Eurovision Song Contest: Historia zespołu Fire Saga jako Victor Karlosson